# جيمس راندي
جيمس راندي (بالإنجليزية: James Randi)‏ (راندال جيمس هاميلتون زوينغ؛ 7 أغسطس عام 1928) ساحر مسرحي كندي أمريكي متقاعد ومشكك علمي، تحدى على نطاقٍ واسع الادعاءات الخارقة والعلمية الزائفة. راندي هو المؤسس المشارك للجنة التحقق من الشك (سي إس آي)، والمعروفة في الأصل باسم لجنة التحقيق العلمي في ادعاءات الظواهر الخارقة (سي إس آي سي أو بّي). وهو صاحب مؤسسة جيمس راندي التربوية (جاي آر إي إف). بدأ حياته المهنية بصفته ساحر تحت الاسم المسرحي راندي المدهش واختار فيما بعد تكريس معظم وقته للتحقيق في الادعاءات الخارقة للطبيعة، والتنجيم، والظواهر الخارقة، والتي يطلق عليها ككل «وو – وو». تقاعد راندي من ممارسة السحر في سن 60، ومن مؤسسة جيمي راندي التعليمية في سن 87.
على الرغم من أنه غالبًا ما يُشار إليه باسم «كاشف الزيف»، إلا أن راندي قال إنه لا يحب دلالات المصطلح ويفضل وصف نفسه بأنه «محقق». كتب عن الظواهر الخارقة، والشك، وتاريخ السحر. كان ضيفًا متكررًا في برنامج تونايت شو (عرض الليلة) يقدمه جوني كارسون، حيث كشف عن المعالج بالإيمان بيتر بوبوف، وكان يظهر أحيانًا في البرنامج التلفزيوني بين آند تيلر: بولشيت!
قبل تقاعد راندي، بادرت مؤسسة جيمس راندي بتحدي المليون دولار للظواهر الخارقة الذي قدم جائزة قدرها مليون دولار أمريكي للمتقدمين المؤهلين الذين يمكنهم إثبات أدلة على أي ظواهر خارقة أو غير طبيعية أو قوى غامضة تحت ظل ظروف اختبار يتفق عليها الطرفان. أُنهي تحدي الظواهر الخارقة رسميًا من قبل مؤسسة جيمس راندي التعليمية في عام 2015. تواصل المؤسسة في تقديم المنح للمجموعات غير الربحية التي تشجع على التفكير النقدي ووجهة النظر العالمية القائمة على الحقائق.

## نشأته
وُلد راندي في 7 أغسطس عام 1928 في تورونتو بمقاطعة أونتاريو في كندا، نجل ماري أليس (ني باراديس) وجورج راندال زوينغ. لديه أخ وأخت أصغر. مارس السحر (فن الوهم) بعد رؤيته لهاري بلاكستون الأكبر وقراءته لكتب الاستحضار أثناء بقاءه طريح الفراش لمدة 13 شهرًا بسبب حادث دراجة. أربك الأطباء الذين توقعوا أنه لن يمشي مرةً أخرى. تخطى راندي في أغلب الأوقات الفصول الدراسية، وفي سن 17، ترك المدرسة الثانوية ليؤدي دوره كمشعوذ في عرض كرنفال. لقد عمل باعتباره وسيطًا روحيًا في الملاهي الليلية المحلية ومعرض كندا الوطني في تورونتو وكتب للصحافة الشعبية في مونتريال.
في العشرينات من عمره، تظاهر راندي بأنه منجمًا، ولإثبات أنهم كانوا في الواقع يقومون بخدع بسيطة، كتب لفترة وجيزة عمودًا فلكيًا في الصحيفة الشعبية الكندية ميدنايت تحت اسم «زو-ران» ببساطة عن طريق خلط العناصر من أعمدة علم التنجيم في الصحف ولصقها بشكل عشوائي في عمود. عمل راندي في الثلاثينيات من عمره في المملكة المتحدة وأوروبا والنوادي الليلية الفلبينية وجميع أنحاء اليابان. شهد العديد من الحيل التي قُدمت على أنها خارقة للطبيعة. إحدى أولى تجاربه التي أُبلغ عنها هي رؤية المبشر باستخدام نسخة من أسلوب «القراءة الغيبية» لإقناع مرتادي الكنيسة بسلطاته الإلهية.

## بداية مشواره
في الواحد والعشرين من عمره بدأ مشواره العملي وهو يوهم الناس أنه يقرأ الأفكار والغيبيات فأفلح في التنبؤ بنتائج سنوية قبل نشرها في الصحف، يصف ما حدث بعد ذلك:
«أصبح الناس يوقفونني في الشارع ويسألوني أسئلة شخصية عنهم، أسئلة عن العائلة وأسئلة أخرى يظنون أني أعرف الإجابة عنها، وأيضاً عرضوا علي المال لأتنبأ لهم إن كان الشخص الفلاني قد اختار الفتاة المناسبة للزواج أم لا، حينها أدركت أن الناس تؤمن فعلاً بهذا الهراء».

## التقاعد
في الستين من عمره تقاعد عن أداء الخدع وألعاب الخفة وتفرغ للتحقيق في ماهية القوى الخارقة للطبيعة، وألف الكثير من الكتب عن الخوارق وتاريخ السحر. اشتهرت مؤسسته التعليمية بعد إعلانها عن تحدي المليون دولار، وهو تحدي يتم بموجبه منح مليون دولار كجائزة لمن يستطيع أن يثبت -وفق اختبار معين- أنه يمتلك قوى خارقة للطبيعة، وهو التحدي الذي لم ينجح فيه أي شخص حتى الآن.

## وصلات خارجية
- جيمس راندي على موقع IMDb (الإنجليزية)
- جيمس راندي على موقع إن إن دي بي (الإنجليزية)
- جيمس راندي على موقع قاعدة بيانات الفيلم (الإنجليزية)
- موقع مؤسسة جيمس راندي التعليمية